# باغ‌وحش چستر
باغ‌وحش چستر (انگلیسی: Chester Zoo) باغ‌وحشی در آپتن-بای-چستر، در چشایر، انگلستان، است. این باغ‌وحش در سال ۱۹۳۱ از گردهم‌آوری جانورانی که پیشتر از باغ‌وحشی در شاوینگتون آورده شده بودند، گشایش یافت. با داشتن مساحتی برابر با ۴۵ هکتار، این مکان از جمله بزرگترین باغ‌وحش‌های پادشاهی متحده است. باغ وحش چستر همه روزه از ساعت 10:00  صبح تا 4:30 بعد از ظهر باز است. این باغ وحش توسط یک پل بند عمومی به نام فلگ لین به دو نیم تقسیم شده است.